# VdB 128
vdB 128 è una nebulosa a riflessione visibile nella costellazione del Cigno.
Si individua nella parte meridionale della costellazione, sul bordo di una regione della Via Lattea fortemente oscurata dal complesso nebuloso della Fenditura del Cigno; appare come un tenue velo nebuloso che circonda la stella di magnitudine 5,62, nota come HD 190603, una supergigante blu di classe spettrale B1.5Iae. Questa stella apparterrebbe alla classe delle variabili blu luminose (o variabili S Doradus), un particolare tipo di stella evoluta fortemente instabile; nel caso di HD 190603, la variazione di luminosità è compresa fra 5,56 e 5,70 e la sigla da stella variabile è V1768 Cygni. Secondo altri studi tuttavia questa stella apparterrebbe alla classe delle variabili Alfa Cygni; in entrambi i casi viene dunque accettato che la stella sia in una fase evolutiva avanzata.
La distanza della stella, e quindi della nebulosa, è stata oggetto di dibattito. In vari studi la sua distanza è stata indicata come pari a 1100 parsec (3590 anni luce) e la stella veniva così collocata nel Braccio di Orione alla periferia del complesso nebuloso molecolare del Cigno, nella medesima regione delle grandi associazioni OB ivi presenti; studi più recenti hanno invece fornito una distanza pari a ben 4167 parsec (13590 anni luce), dunque ben al di là del complesso del Cigno, in un altro braccio di spirale della Via Lattea. HD 190603 possiede un forte vento stellare, il cui risultato è la formazione della nebulosa stessa, formata dalla materia persa dalla stella; alla distanza di 1100 parsec, il tasso di perdita di massa equivale a 1,6x10-6 M⊙ all'anno. La controparte infrarossa dell'oggetto è indicata con la sigla IRAS 20026+3204.